# Acrocercops heterodoxa
Acrocercops heterodoxa là một loài bướm đêm thuộc họ Gracillariidae. Nó được tìm thấy ở Nam Phi.